# Turismo en Arabia Saudita

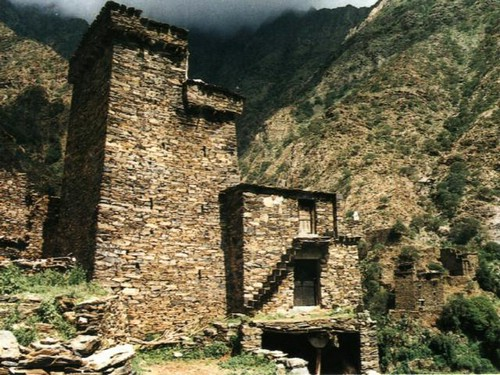
Al-Bahah

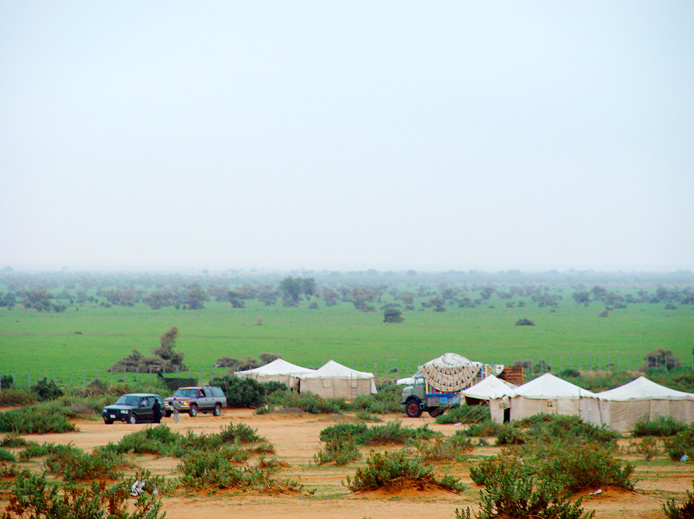
Hafar al-Batin

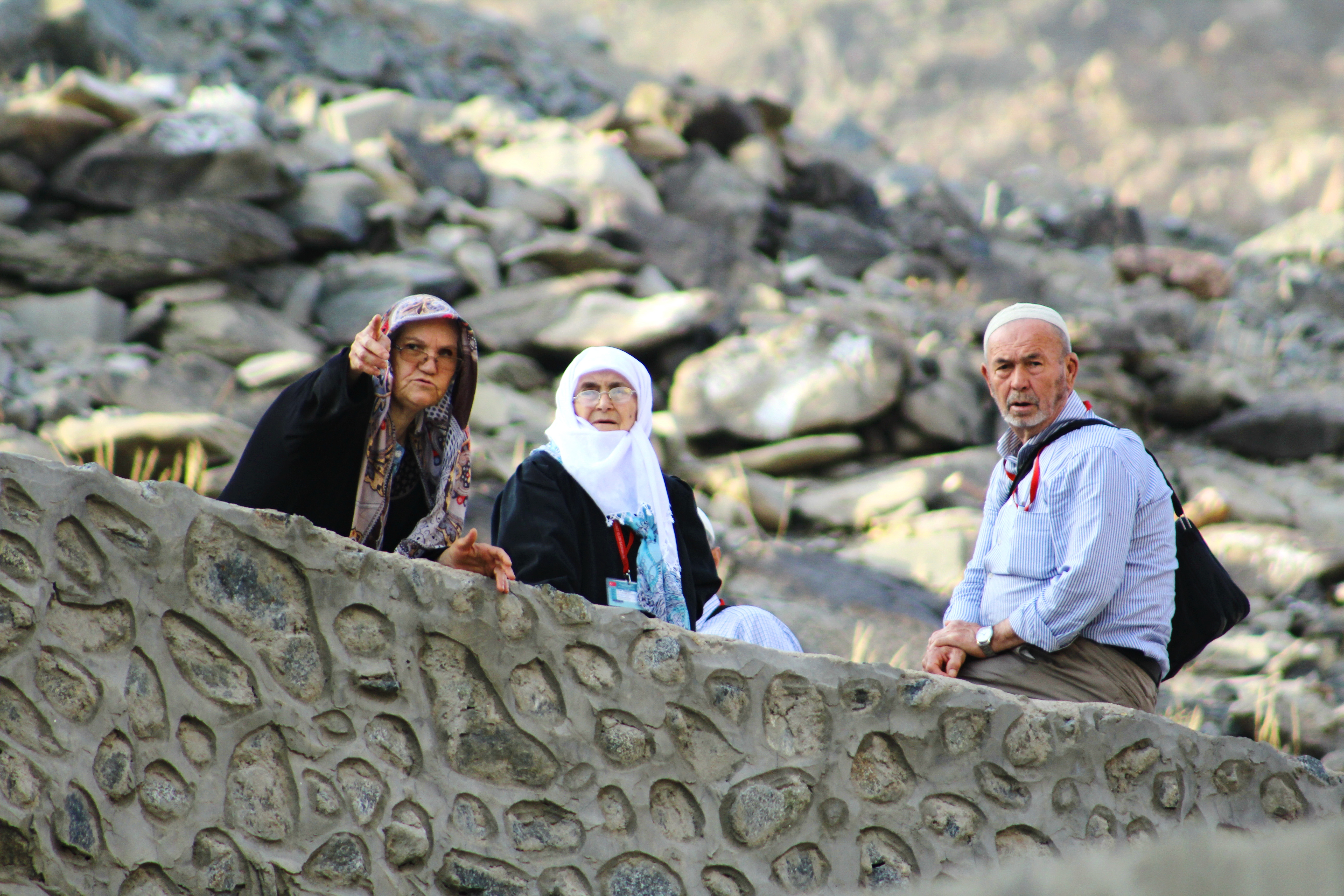
Hajjis turcos, que visitan Arabia Saudita para realizar la Umrah, fotografiados en el valle de Jabal Thawr. Parte del turismo en Arabia Saudita se debe a peregrinos que visitan lugares sagrados por su significado histórico más que por una obligación religiosa.

Arabia Saudita es el segundo destino turístico más importante de Oriente Medio, con más de dieciséis millones de visitantes en 2017. Aunque la mayor parte del turismo en Arabia Saudita todavía consiste en gran medida de peregrinaciones religiosas, se está viendo un crecimiento en el sector del turismo de ocio. Dado que el sector turístico ha sido fuertemente impulsado en los últimos años, se espera que sea el petróleo blanco de Arabia Saudita. Esto se refleja en que se espera que el sector turístico genere 25.000 millones de dólares en 2019. Las áreas con más potencial turístico son las montañas Hijaz y Sarawat, el Mar Rojo y varias zonas de ruinas antiguas.
Según el Consejo Mundial de Viajes y Turismo (WTTC), en 2018 los viajes y el turismo en Arabia Saudita sumaron un 9% a la economía total del Reino, con un valor de 65.200 millones de dólares.
En diciembre de 2013, Arabia Saudita anunció su intención de comenzar a expedir visados de turista por primera vez en su historia. El Consejo de Ministros encargó a la Comisión Saudita de Turismo y Antigüedades la expedición de visados siguiendo normas específicas aprobadas por los Ministerios del Interior y de Asuntos Exteriores. El 27 de septiembre de 2019, Arabia Saudita anunció formalmente la emisión de visados de turista a visitantes de 49 países a un coste de 80 dólares. Esta visa se puede obtener en línea (eVisa) o al llegar. Diez días después de la implementación del sistema de visas de turista instantáneas, 24.000 visitantes extranjeros llegaron a Arabia Saudita. Los visitantes de China encabezaron esta lista, con el Reino Unido y Estados Unidos en segundo y tercer lugar respectivamente.
Los lugares más populares para visitar en Arabia Saudita son La Meca, Medina, Mada'in Salih, Yanbu, Tabuk, Jeddah y Riad.
Para llegar a Arabia Saudita se puede utilizar uno de los trece aeropuertos internacionales en los que operan varias aerolíneas internacionales. También hay quince aeropuertos nacionales que conectan las distintas regiones y ciudades del país. Para moverse dentro del país, existen aerolíneas de bajo coste como Flynas, Fyadeal, Nesma Airlines, además de Saudi Airlines y SaudiGulf Airlines.

## Museos

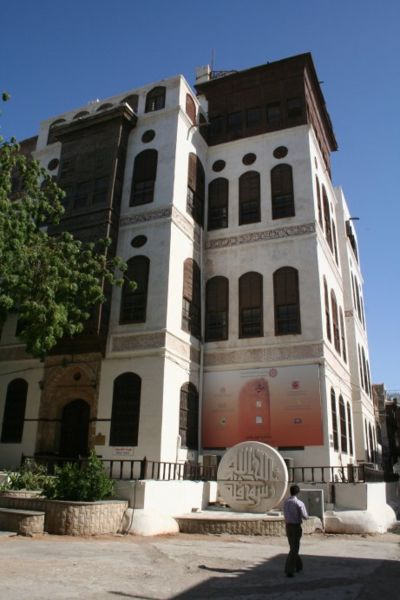
Casa Nasseef en Al-Balad, Yeda

Arabia Saudita tiene numerosos museos en distintos ámbitos, entre ellos museos históricos, museos arqueológicos y museos culturales y científicos. Estos museos exhiben arte, artesanías antiguas y antigüedades del Reino. Entre ellos están:
- Museo Nacional de Arabia Saudita: es el museo más famoso de Arabia Saudita. Se inauguró en 1999, está ubicado en Riad y forma parte del Centro Histórico Rey Abdulaziz.[7] El museo recorre la importante historia de la península arábiga y su papel histórico en la expansión del Islam, así como la historia de Arabia Saudita.[7] El museo alberga muchos manuscritos que se remontan a muchas civilizaciones antiguas. De hecho, Arabia Saudita es considerado uno de los países más ricos en cuanto la cantidad de manuscritos antiguos que se conservan.[8]
- Museo del Palacio Al-Zaher: es un museo histórico creado en 1944 en el que se expone la historia de La Meca y varias colecciones arqueológicas de diferentes períodos de la historia islámica de la región.[9]
- Museo de Al-Madinah: expone el patrimonio y la historia de Medina con diferentes colecciones arqueológicas, galerías visuales e imágenes excepcionales relacionadas con Medina.[10] También incluye el Museo del Ferrocarril de Hejaz.
- Museo Regional de Arqueología y Etnografía de Yeda: exhibe varias colecciones que incluyen artefactos de la Edad de Piedra que se remontan al período Achelense, elementos que ilustran el surgimiento del Islam y una colección de artículos etnográficos que retratan la cultura moderna de la región.
- Casa Nasseef en Yeda: es un edificio histórico en Al-Balad fundado en 1872. Posteriormente, en 2009, se transformó en museo y centro cultural.
- Museo de la Real Fuerza Aérea Saudita en Riad: este museo muestra la historia de la Real Fuerza Aérea Saudita.
- Fuerte Masmak: es un fuerte de arcilla y adobe que fue construido alrededor de 1865.
- Museo del Patrimonio y Antigüedades de La Meca: el museo era originalmente una casa de huéspedes de la realeza y se llamaba Palacio Zaher. Posteriormente se convirtió en escuela y luego en museo.[11]

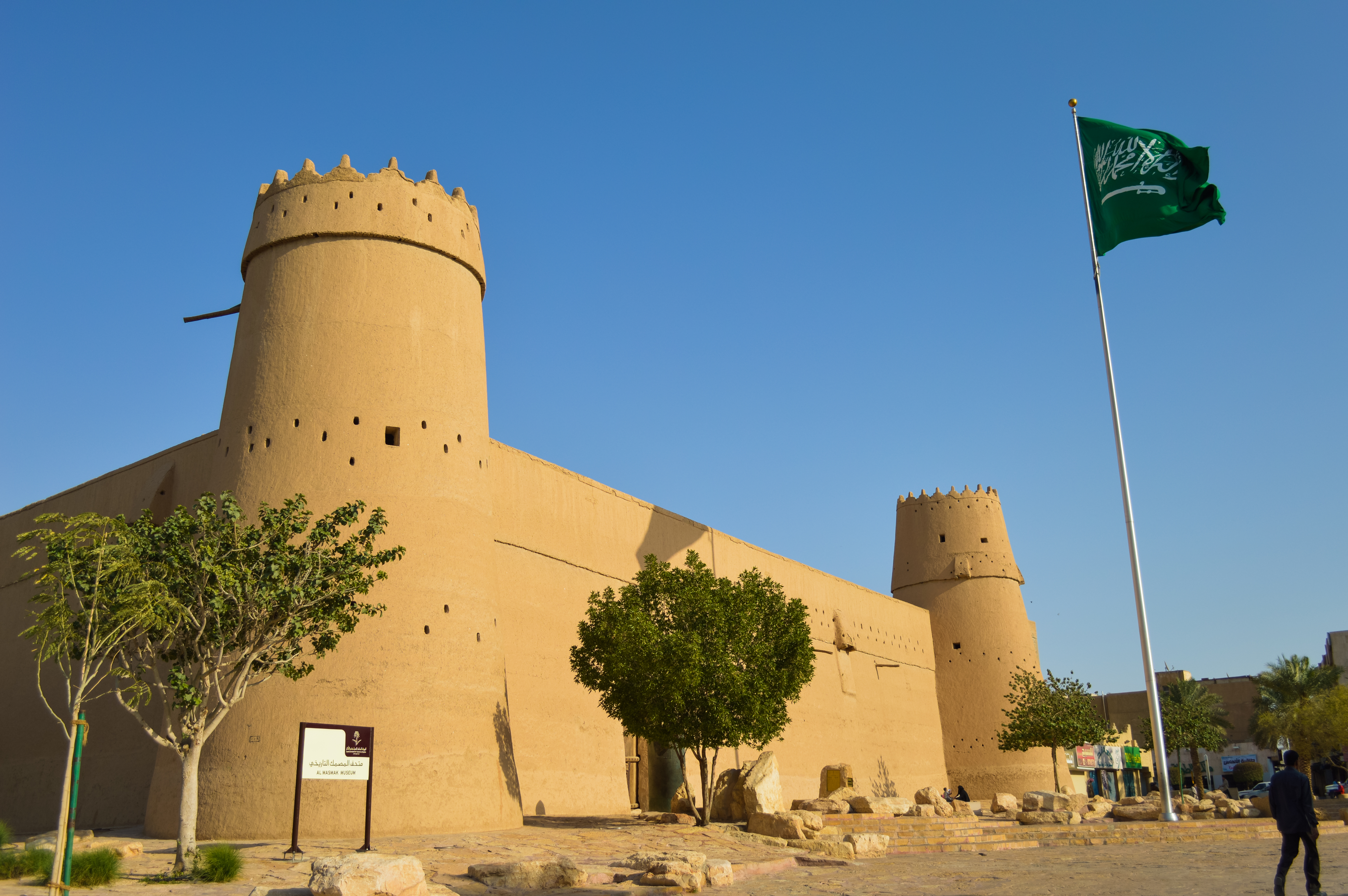
Fuerte de Masmak

- Castillo de Tabuk : es un antiguo castillo en Tabuk, la capital de la región de Tabuk en el noroeste de Arabia Saudita que data de 1559.[12] El castillo ha sido rehabilitado y transformado en un museo abierto a todos los visitantes.
- El Museo Nacional de Dammam está ubicado en el cuarto piso de la Biblioteca Pública de Dammam, frente al Estadio Muhammad bin Fahd en el carril transversal de la autopista Dammam-Khobar, en el distrito de Al Toubaishi. El museo se centra en la historia, la cultura y los habitantes del país a través de exposiciones de reliquias y restos de artesanías.
- Museo de Buraidah.
- Pueblo Folclórico.
- Museo Al-Ahsa.
- Exposición de arquitectura de las dos Sagradas Mezquitas.
- Zoológico de Riad.

## Sitios Patrimonio de la Humanidad
Hay ocho sitios Patrimonio de la Humanidad de la UNESCO en Arabia Saudita inscritos entre 2008 y 2024. Éstos son:
- El Oasis de Al-Ahsa: es un conjunto que comprende jardines, canales, manantiales, pozos y un lago de drenaje, así como edificios históricos, tejido urbano y sitios arqueológicos.[14]
- Mada'in Salih: es un sitio arqueológico preislámico ubicado en el sector de AlUla, en la provincia de Medina en Arabia Saudita.[15] La mayoría de los vestigios datan del reino nabateo (siglo I d. C.).[16] El sitio representa el asentamiento más grande y más meridional del reino después de Petra, su capital.[17][18] También se pueden encontrar in situ rastros de ocupación lihyanita y romana antes y después del dominio nabateo.[18] Relatos del Corán hablan de un asentamiento anterior en la zona por parte de la tribu de Thamud en el tercer milenio a. C.[19]
- Distrito de At-Turaif en ad-Dir'iyah: es una localidad de Arabia Saudita situada en las afueras del noroeste de Riad. Diriyah era en principio la residencia de la familia real saudita y fungió como capital de la primera dinastía saudita desde 1744 hasta 1818. Hoy en día, la ciudad es la sede de la gobernación de Diriyah y también incluye las aldeas de Uyayna, Jubayla y Al-Ammariyyah, entre otras, y forma parte de la provincia de Ar Riyad.[20]
- Yeda histórica: era un importante puerto en las rutas comerciales del Océano Índico para la llegada de mercancías a La Meca. También fue la puerta de entrada de los peregrinos musulmanes a La Meca que llegaban por mar.[21]
- Arte Rupestre en la provincia de Hail: esta propiedad muestra numerosas representaciones de figuras humanas y animales que abarcan 10 000 años de historia.[22]
- Área cultural de Ḥimā: contiene una colección de imágenes de arte rupestre que ilustran la caza, la fauna, la flora y los estilos de vida de hace 7 000 años.[23]
- 'Uruq Bani Ma'arid: la propiedad abarca la parte occidental de la mayor extensión de arena arrastrada por el viento en la Tierra, conocida como Ar Rub' al-KhaIi, y conserva uno de los paisajes desérticos más espectaculares de la Tierra.[24]
- Qaryat al-Faw: ubicada en un punto estratégico de las antiguas rutas comerciales de la Península Arábiga, la propiedad fue abandonada abruptamente alrededor del siglo V d. C.[25]

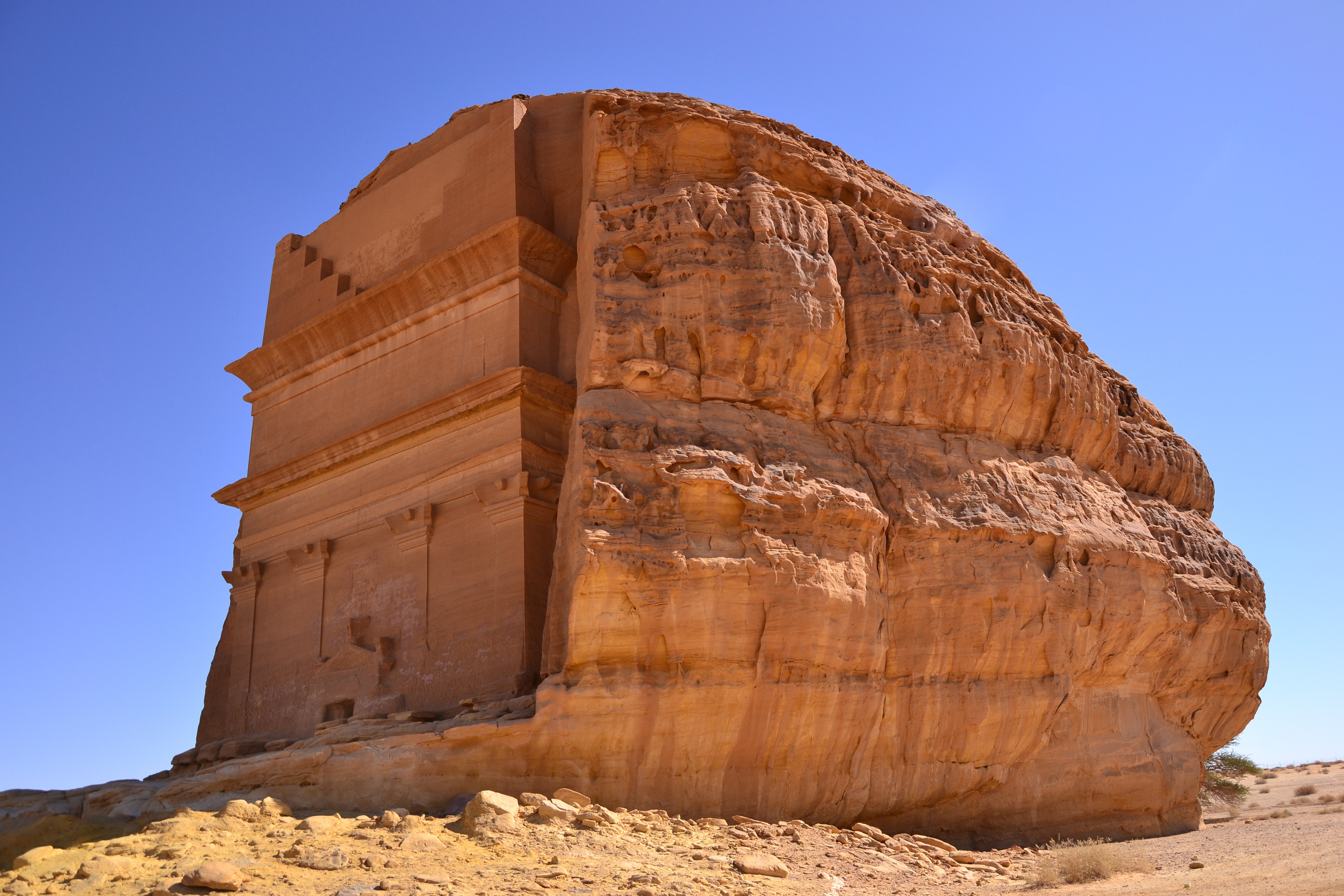
Mada'in Salih

## Principales fiestas y eventos
- Jenadriyah: es un festival cultural anual que se celebra en Jenadriyah, cerca de Riad. El festival alberga varios eventos culturales y tradicionales como Al Janadriya Operetta, Saudi Ardah y carreras de camellos.
- Zoco Okaz: es un evento cultural anual que se celebra en Ta'if. En la antigüedad se conocía como un mercado abierto. Hoy en día, Souk Okaz combina más de 150 atracciones de eventos tradicionales y culturales, representaciones teatrales, artes y artesanías.[26][27]
- Festival histórico de Yeda: es una celebración que se lleva a cabo en el distrito histórico Al Balad de Yeda. El festival exhibe la cultura y el patrimonio de la ciudad.[28]
- Festival “Invierno en Tantora”: festival anual que se celebra en el casco antiguo de AlUla, en el noroeste de Arabia Saudita.
- Rally Internacional Ha'il.
- Festival de dátiles de Al Qassim: es el festival de dátiles más grande del mundo. Se celebra en la región central de Qassim en Arabia Saudita.
- Festival de Halconería Rey Abdulaziz:[29] es un festival internacional organizado por el Saudi Falcons Club y cuenta con la participación de un grupo de propietarios de halcones del Reino y del Consejo de Cooperación del Golfo.[30]
- Riyadh Season: es un festival de entretenimiento que dura seis meses y ofrece una amplia gama de eventos, desde conciertos internacionales, eventos deportivos, restaurantes con estrellas Michelin y actividades para familias como Winter Wonderland.[31]

## Turismo religioso

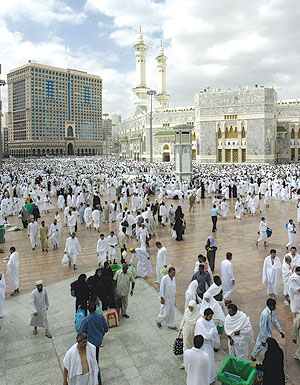
Peregrinos musulmanes en La Meca

El turismo en Arabia Saudita todavía destaca en gran medida por las peregrinaciones religiosas. La Meca y Medina reciben más de tres millones de peregrinos al año durante el mes de Dhu al-Hijjah en el Hajj y alrededor de dos millones durante el mes de Ramadán para realizar la Umrah. Durante el resto del año, La Meca y Medina reciben alrededor de cuatro millones para la Umrah. El Hajj, o peregrinación a la ciudad, es uno de los cinco pilares del Islam. En La Meca y Medina solamente se permite la entrada de musulmanes.

## Temporadas sauditas
Es una iniciativa turística a nivel nacional que tiene como objetivo atraer turistas locales e internacionales. Las temporadas se organizan en muchas ciudades sauditas en diferentes épocas del año.
Actualmente hay once temporadas:
1. Temporada de Riad.
2. Temporada de Yeda.
3. Temporada de la provincia oriental.
4. Temporada de Taif.
5. Temporada de Al Soudah.
6. Temporada del Día Nacional.
7. Temporada de Al-Diriyah.
8. Temporada de Al-Ula.
9. Temporada de Hail.
10. Temporada de Ramadán.
11. Temporada de Eid Al-Fitr.[35]

## Otros sitios
El Mar Rojo se está desarrollando como un resort de playa donde las mujeres pueden usar bikinis. La construcción comenzó en 2019. El Mar Rojo es una de las siete maravillas del mundo submarino. Conocido por sus hermosos arrecifes de coral y su abundante vida marina, está catalogado como uno de los mejores lugares para bucear del mundo.

## Llegadas por país

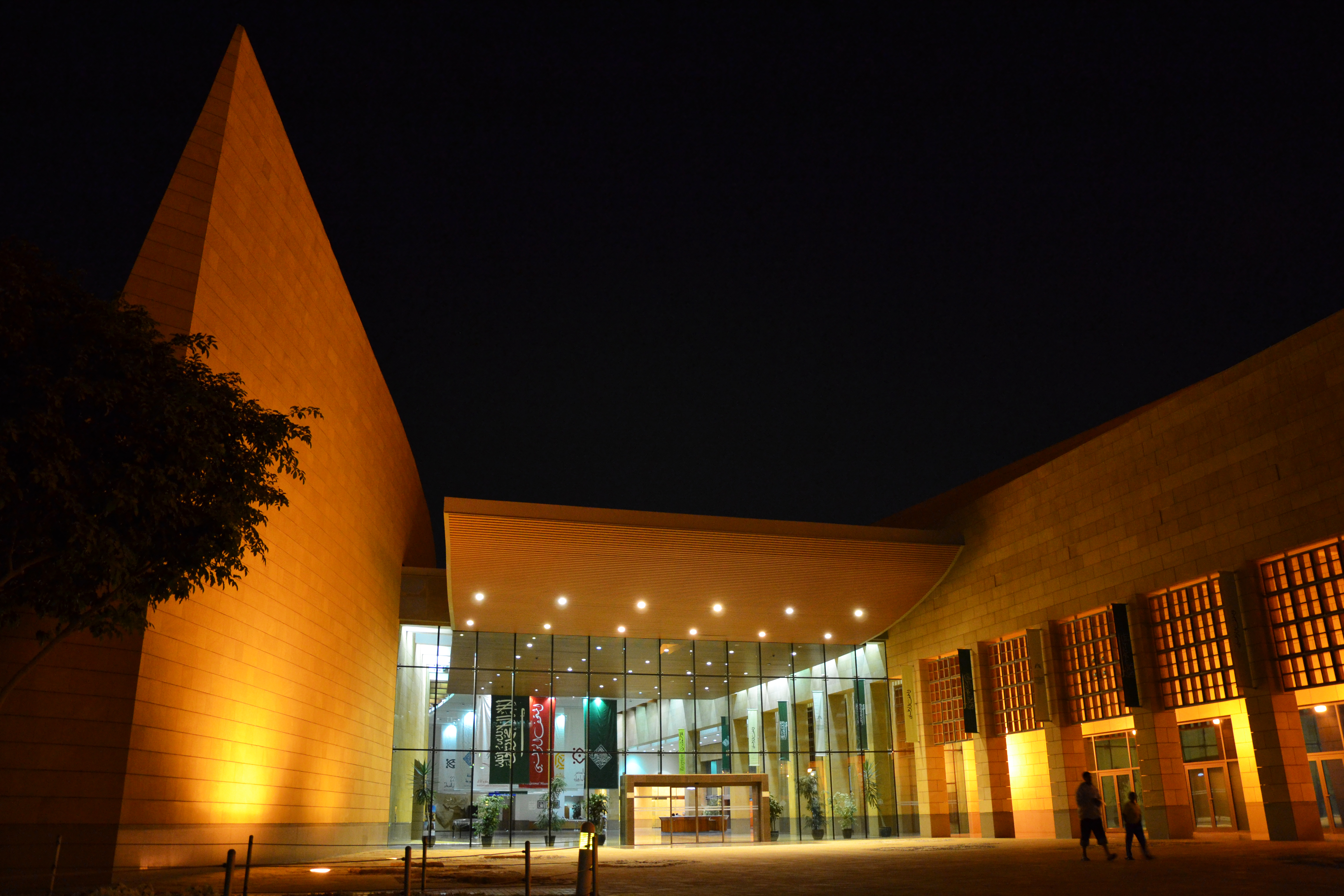
Museo Nacional

Número de llegadas

La mayoría de los visitantes que llegaron a Arabia Saudita para una visita de corta duración procedían de los siguientes países:
| Puesto | País      | 2015  | 2016      |
| ------ | --------- | ----- | --------- |
| 1      | Bangladés | N / A | 3 006 729 |
| 2      | Pakistán  | N / A | 2 878 674 |
| 3      | Indonesia | N / A | 2 555 000 |
| 4      | Yemen     | N / A | 2 426 711 |
| 5      | India     | N / A | 1 800 431 |
| 6      | Egipto    | N / A | 1 162 955 |
| 7      | Irak      | N / A | 999 683   |
| 8      | Jordania  | N / A | 801 000   |
| 9      | Siria     | N / A | 784 502   |
| 10     | Sudán     | N / A | 500 318   |

## Perspectivas de futuro

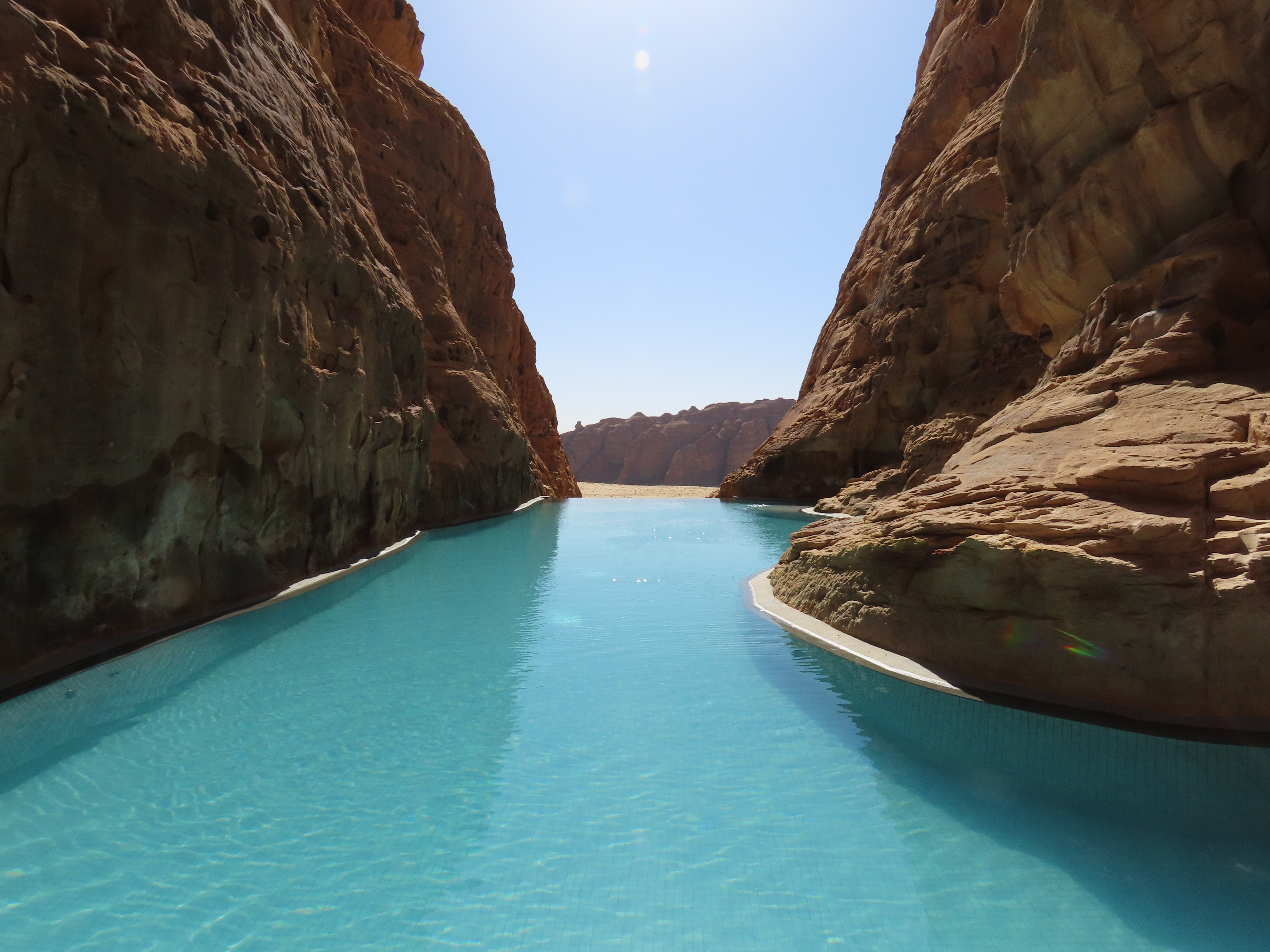
Piscina de rocas en el hotel Banyan Tree AlUla

El número total de visitas turísticas a Arabia Saudita está cerca de alcanzar los 93,8 millones en 2023, en comparación con los 64,7 millones de 2018. Riad y Yeda albergaron el festival Color Runs a finales de 2019. Los hoteles ya no están obligados a pedir a las parejas saudíes un comprobante de matrimonio para registrarse. El gobierno está gastando miles de millones en introducir formas de entretenimiento como la lucha libre, el tenis, carreras automovilísticas, restaurantes de lujo y conciertos para expandir el turismo.

## Promoción

### Lionel Messi como embajador
El Reino de Arabia Saudita fichó al futbolista profesional argentino Lionel Messi como embajador de turismo en mayo de 2022. Messi fue fichado por Arabia Saudita durante un viaje que realizó a la ciudad portuaria de Yeda, a orillas del Mar Rojo. El Ministro de Turismo saudita, Ahmed Al Khateeb, anunció oficialmente la firma en un tuit que decía: “ésta no es su primera visita al reino y no será la última”, señalando así que habría futuras visitas del futbolista a Arabia Saudita para promover su turismo. La noticia recibió críticas de los medios de comunicación y de grupos en defensa de los derechos humanos que lo denunciaron como uso de los deportes por parte de Arabia Saudita para mejorar su imagen.
En agosto de 2022, una familia de un niño de quince años, que había sido arrestado en Arabia Saudita y sentenciado a pena de muerte, contactó con Messi. La familia escribió una carta solicitando a Messi que interviniera en el caso de su hijo, Mohammed al Faraj, que había sido arrestado en 2017 por haber cometido presuntamente delitos contra el régimen. La familia del joven afirmó que éste había sido torturado para que confesara crímenes que no había cometido. Reprieve, la organización de derechos humanos que trabaja con la familia en el caso, también afirmó que Arabia Saudita utiliza el deporte para lavar su imagen.